# Whitewater (Missouri)
Whitewater è un villaggio degli Stati Uniti d'America, situato nello Stato del Missouri, nella contea di Cape Girardeau.